# Kiezelsprinkhaan
De kiezelsprinkhaan (Sphingonotus caerulans) is een rechtvleugelig insect uit de familie van de veldsprinkhanen (Acrididae) en de onderfamilie Oedipodinae. De soort werd vroeger ingedeeld bij de onderfamilie Acridinae.

## Determinatie
De kleur is lichtbruin tot grijs met donkere tot zwarte onregelmatige vlekken en een duidelijk bandering in dezelfde kleur op de vleugels en de poten. Het halsschild heeft drie dwarsgroeven. De vleugels zijn lang en reiken tot voorbij de achterlijfspunt. De vliezige achtervleugels zijn blauw van kleur, echter niet zo fel als die van de blauwvleugelsprinkhaan. Deze laatste soort heeft daarnaast een donkere vleugelrand. Mannetjes bereiken een lengte van 17–19 mm, de vrouwtjes zijn 20–33 mm lang.

## Ecologie
De kiezelsprinkhaan is een thermofiele soort. Het habitat bestaat vooral uit open, zandig en/of stenig terrein met relatief veel onbegroeide en snel opwarmende plekken. Vaak betreft het ruderale terreinen, zoals bijvoorbeeld spoorwegbermen, waar ze in de Benelux vooral wordt aangetroffen. Door hun camouflage valt de kiezelsprinkhaan op de stenige ondergrond niet op.

## Levenswijze
De kiezelsprinkhaan is als volwassen insect te zien van juni tot september en is vooral actief tussen negen uur in de ochtend en zeven uur in de avond. De sprinkhaan maakt geen geluid.

## Verspreiding
De kiezelsprinkhaan komt voor in zuidelijk Europa en komt van nature niet in Nederland voor. Eind juli 2010 werd een populatie van enkele tientallen exemplaren aangetroffen op een rangeerterrein in Rotterdam. In augustus werd de kiezelsprinkhaan ook op de Maasvlakte, in Arnhem en bij het station van Molenhoek ontdekt. In België werd de sprinkhaan vooreerst waargenomen in 1998 in het uiterste zuidoosten in Belgisch-Lotharingen. Nadien werden op andere plaatsen in Wallonië nog populaties gevonden. In augustus 2012 werden echter voor het eerst enkele exemplaren ontdekt in de haven van Antwerpen, wat doet vermoeden dat er een populatie aanwezig is. Op 9 september 2012 werd ook in de haven van Gent vijf exemplaren gevonden. In noordelijk Duitsland is de soort verdwenen.